# Etaoin shrdlu
Etaoin shrdlu es una frase sin sentido que a veces aparecía en textos impresos cuando todavía se usaba la impresión tipográfica (antes de generalizarse la técnica del ófset), debido a una costumbre que tenían los operarios de estas máquinas. La frase apareció tan a menudo que ha llegado a formar parte de la tradición de la prensa; "etaoin shrdlu" se incluye en el Oxford English Dictionary y en el Random House Webster's Unabridged Dictionary.
Corresponde aproximadamente a las doce letras más frecuentes en inglés.

## Historia
En las máquinas de linotipia, las letras de los teclados estaban dispuestas según su frecuencia de aparición (en inglés); las más frecuentes, en minúsculas, e-t-a-o-i-n  s-h-r-d-l-u, constituían las dos primeras columnas de la parte izquierda del teclado. Debido a cuestiones técnicas del funcionamiento de la linotipia, se adoptó la costumbre de que cuando los operarios cometían un error al componer los tipos,  terminaban la línea de texto pasando un dedo por las primeras dos columnas del teclado y empezando de nuevo. Esta secuencia de letras sin sentido llamaba fácilmente la atención de los correctores de prueba, que entonces descartaban toda la línea, sin tener que buscar el error. Pero alguna vez ocurría que no se fijaban y la línea sin sentido se llegaba a imprimir.
Existe un documental titulado Farewell, Etaoin Shrdlu (Adiós, Etaoin Shrdlu) sobre la última edición del periódico The New York Times que se imprimió en máquinas de linotipia, el 2 de julio de 1978.

## Apariciones fuera del ámbito de la tipografía

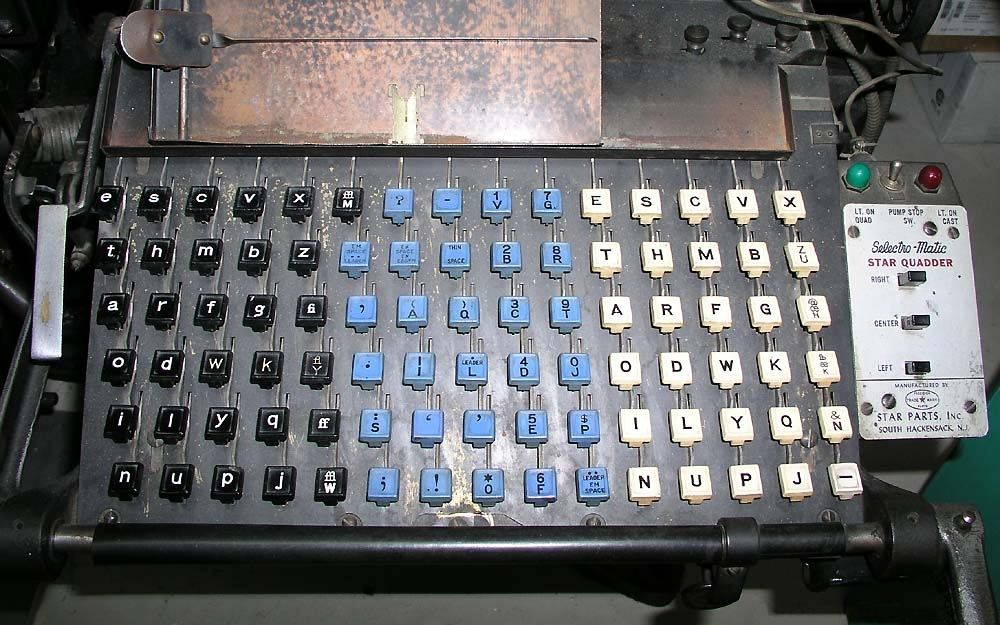
El teclado de una máquina de linotipia. Tiene dos veces el alfabeto, en minúsculas (teclas negras) y en mayúsculas (teclas blancas), con los números y símbolos en el centro (teclas azules).

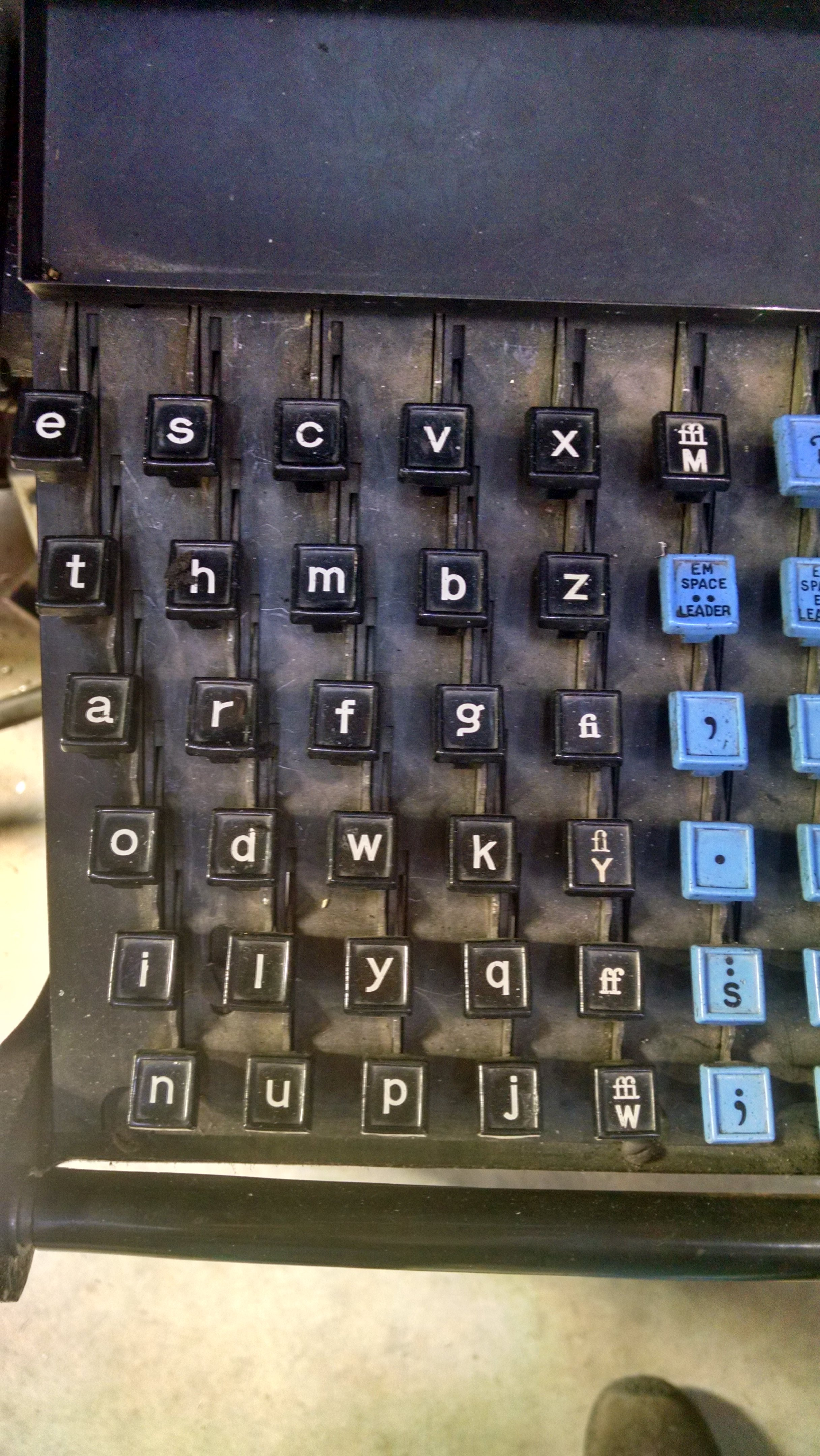
Acercamiento del teclado, mostrando el patrón "etaoin / shrdlu".

La frase ha ganado suficiente popularidad como para aparecer, entre otros, en estos ámbitosː

### Computación
- SHRDLU fue el nombre de un programa de inteligencia artificial escrito en el lenguaje de programación Lisp, en 1972, por Terry Winograd[3]
- El programa de ajedrez ETAOIN SHRDLU fue escrito por Garth Courtois Jr. para el mini ordenador Nova 1200, que compitió en el sexto y séptimo "ACM North American Computer Chess Championship" (torneo norteamericano de ajedrez  por computadora) en 1975 y 1978.[4]
- El nombre "Etienne Shrdlu" se usó para uno de los personajes del programa Mavis Beacon Teaches Typing,[5] destinado a aprender mecanografía.

### Literatura
- En la obra de teatro The Adding Machine (1923), de Elmer Rice, hay un personaje llamado Shrdlu.[6]
- Etaoin Shrdlu es el título de un cuento de Fredric Brown, publicado en 1942, sobre una máquina de linotipia que tiene sentimientos. Otros escribieron una secuela, Son of Etaoin Shrdlu: More Adventures in Typer and Space, en 1981[7]
- Un cuento extravagante y humorístico de Anthony Armstrong (1945), titulado Etaoin and Shrdlu, termina así: «And Sir Etaoin and Shrdlu married and lived so happily ever after that whenever you come across Etaoin's name even today it's generally followed by Shrdlu's»[8(Y Don Etaoin y Shrdlu se casaron y fueron tan felices que siempre que te encuentras con el nombre de Etaoin, incluso hoy en día, suele ir seguido del de Shrdlu.)
- Etaoin Shrdlu el nombre de un fanzine de ciencia ficción editado por Sheldon Lee Glashow y Steven Weinberg.[9]
- El Sr. Etaoin es un personaje en The Circus of Dr. Lao[10], el linotipista del periódico de Abalone.
- En su cuento The Secret Integration (1962), Thomas Pynchon le puso a un personaje el nombre "Etienne Cherdlu".
- En 1925 se publicaron en la revista The New Yorker tres piezas con el seudónimo Etaoin Shrdlu.[11]
- Hay al menos una pieza en la revista The New Yorker que lleva la expresión Etaoin Shrdlu en el título.[12]
- Max Shulman empleó el término como nombre de varios personajes que solo se mencionaban una vez, en el libro Barefoot Boy with Cheek[13]
- La obra de Douglas R. Hofstadter Gödel, Escher, Bach: An Eternal Golden Braid incluye el capítulo "SHRDLU, Toy of Man's Designing", en el cual aparece un personaje llamado "Eta Oin" que usa el programa de ordenador "SHRDLU" , haciendo así referencia al programa de Terry Winograd y a "Jesús, alegría de los hombres", de Johann Sebastian Bach.

### Medios de comunicación
- En 1958, el "National Press Club (USA)" publicó Shrdlu - An Affectionate Chronicle (Shrdlu - una crónica afectuosa), una retrospectiva de 50 años de la historia del club.[14]
- Etaoin Shrdlu es el nombre de un personaje de al menos dos cómics de Robert Crumb.[15]
- Las dos expresiones, Etaoin y Shrdlu, aparecen con frecuencia en los dibujos de Emile Mercier, usados como nombres de lugares, nombres de caballos de carrera y nombres de personas.
- Farewell, Etaoin Shrdlu, filmado el 1 de julio de 1978, es un documental de David Loeb Weiss que pasa revista al fin de los "tipos calientes" con  la introducción de los ordenadores en el proceso de impresión del The New York Times.[2]
- En la tira cómica Pogo, de Walt Kelly, del 3 de noviembre de 1950, "Mr. Shrdlu -- Etaoin Shrdlu", es el nombre de una 'rata de biblioteca' que critica al Diccionario Webster, entre otras cosas, por cometer errores de ortografía.

### Música
- "Etaoin Shrdlu" es el nombre de la primera canción en el disco de Cul de Sac Crashes to Light, Minutes to Its Fall (1999).